# Drawno
Drawno (tyska: Neuwedell, kasjubiska: Nowi Wedel) är en småstad i nordvästra Polen, belägen i distriktet  Powiat choszczeński i Västpommerns vojvodskap, vid floden Drawa. Tätorten hade 2 328 invånare år 2014 och är centralort i en stads- och landskommun som hade totalt 5 216 invånare samma år.

## Geografi
Sydost om staden ligger Drawa nationalpark, en del av den stora Drawskoskogen. Genom staden rinner floden Drawa, en biflod till Noteć, i nord-sydlig riktning.